# مدينة الثقافة (تونس)

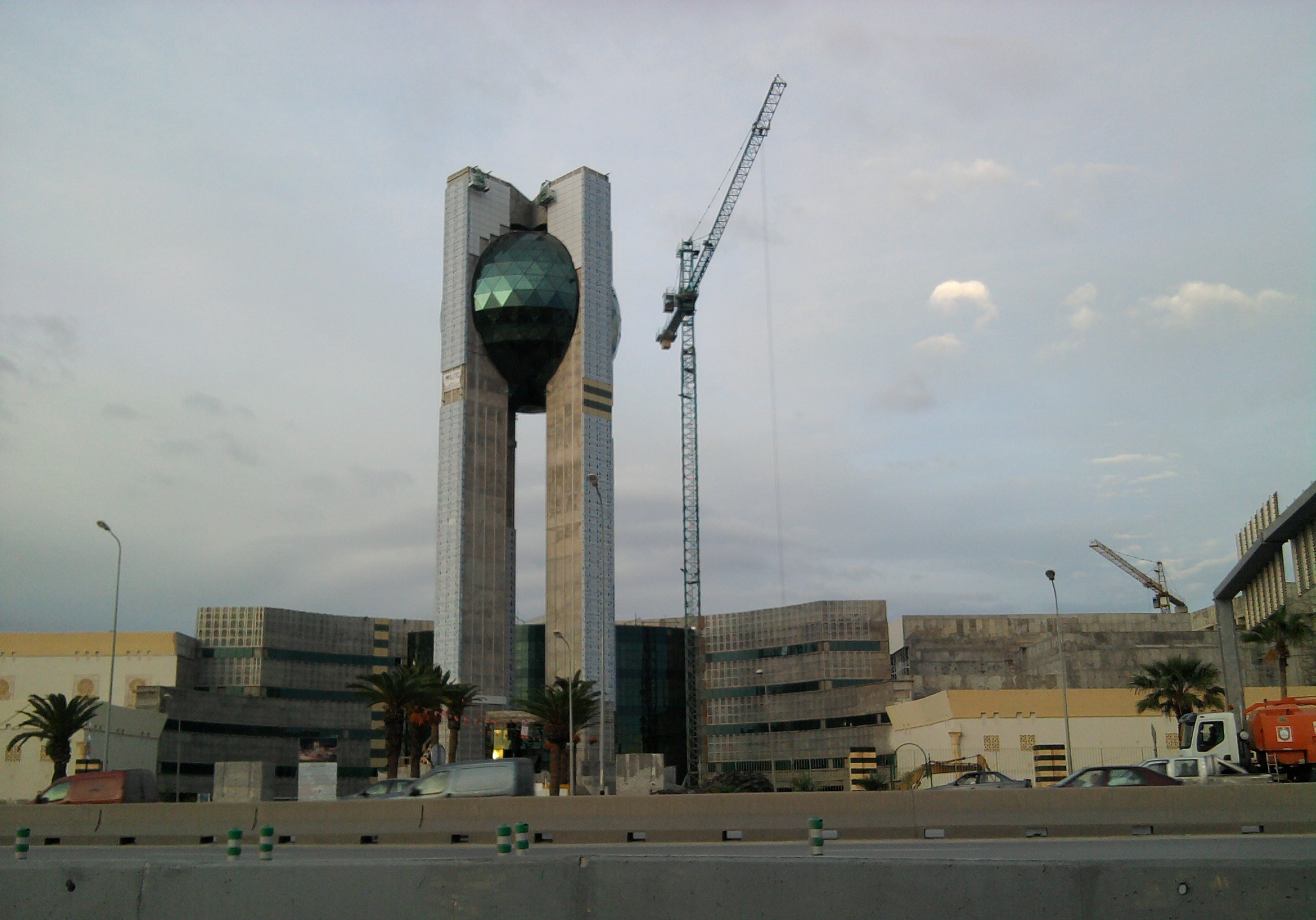
أشغال مدينة الثقافة بتونس في 2010.

مدينة الثقافة هو مجمع ثقافي تونسي يمتد على مساحة 9 هكتارات في قلب تونس العاصمة على الموقع السابق لمعرض تونس الدولي المطل على شارع محمد الخامس. في البداية، انطلقت الأشغال في 2003، ثم توقفت لعدة مرات، إلى حين إعادة انطلاقها في 2016، على أن يكون افتتاح هذا المجمع في 28 فبراير 2018.

## التاريخ
تتولى إدارة المشروع وحدة التصرف حسب الأهداف التابعة لديوان وزير الشؤون الثقافية.

انطلقت الأشغال رسميا سنة 2006 على يد شركة مقاولات تشيكية، ثم توقفت في 2008، وكان من المفروض أن تعود سنة 2009، لكن مع ارتفاع أسعار معدات البناء، طالبت شركة المقاولات بالترفيع في الكلفة وفسخ العقد الأولي وهو ما لم توافق عليه السلطات المعنية في تونس. 

في 2011، بلغت تكلفة المشروع 75 مليون دينار تونسي، وتبقى مبلغ يترواح بين 12 و15 مليون دينار لإنهاء الأشغال. تبلغ ميزانية المدينة المبرمجة سنويا حوالي 8 ملايين دينار تغطي طاقة تشغيلية تناهز 400 موظف.

إثر الثورة التونسية في 2011، وتوقفت الأشغال، وكان من المحدد أن تنطلق في 2014 بعد توقيع اتفاق بين وزارة الثقافة والشركة المسؤولة على الأشغال. إلا أنه في 12 يناير 2015، وقع إلغاء الصفقة مع الشركة المكلفة بالأشغال بسبب خرق الالتزامات التعاقدية. 

استأنفت الأشغال مرة أخرى في 27 مارس 2016 بعد زيارة رئيس حكومة تونس الحبيب الصيد المدينة. 

في 20 أكتوبر 2017، زار رئيس الحكومة يوسف الشاهد مدينة الثقافة وأعلن عن أن الأشغال تقدمت بنسبة 80%، فيما بلغت تكلفة المشروع 125 مليون دينار أي ما يساوي 48 مليون دولار، وسيتم تدشينها رسميا في 28 فبراير 2018، بينما ستفتح للعموم في 20 مارس الموالي.

## الهندسة والمكونات

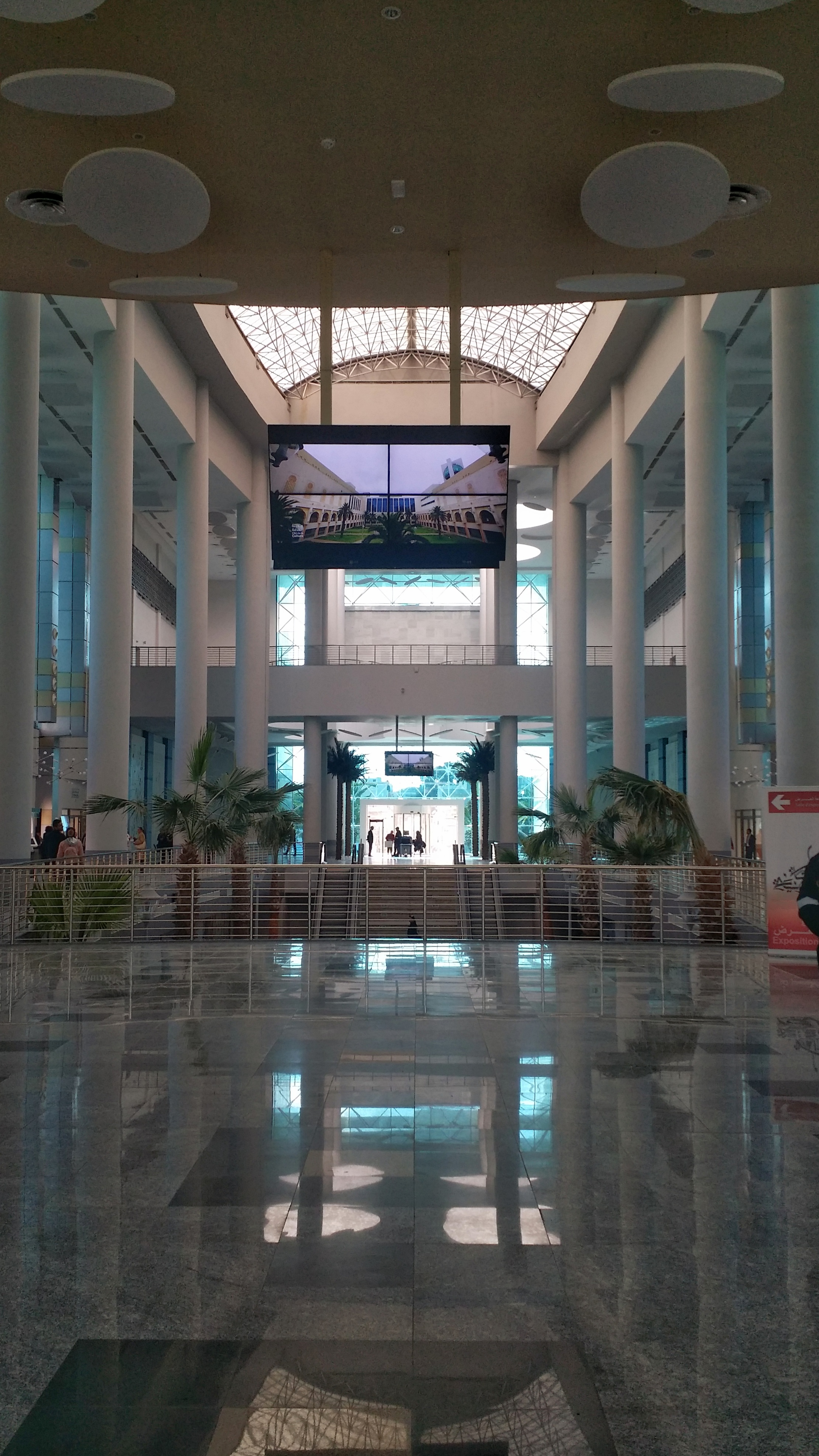
مدينة الثقافة 2018

يفتح المبنى على جهاتٍ أربع، إلا أن المدخل الرسمي يقع في الواجهة الغربية الواقعة على شارع محمد الخامس. يتكون المبنى أيضا من قبة زجاجية معلقة ترتكز على أربعة أعمدة يبلغ طولهم 60 مترا. الواجهة الجنوبية تفتح على ساحة حقوق الإنسان، أما الواجهة الشرقية فتوجد بها أقواس للفواصل تفصل بين المقصورات المختلفة للمدينة، ويتميز المدخل الشمالي أخيرا بتصميم يمثل الفنون الرئيسية السبعة.

داخليا، من المقرر أن تحتوي مدينة الثقافة على عدة فضاءات ثقافية وهي:
- قاعة أوبرا ذات 800 1 مقعد، مسرح الجهات ذو 700 مقعد ومسرح الشبان ذو 300 مقعد.
- 3 قاعات سينما إحداهم ذات 350 مقعد والأخرى ذات 150 مقعد.
- متحف وطني للفنون البصرية الحديثة والمعاصرة مساحته 4711 م².
- المركز الوطني للسينما والصورة.
- دار الفنانين مساحتها 2336 م² التي ستحتضن المركز الوطني للاستثمار الثقافي والمركز الوطني للكتاب.
- مكتبة متعددة الوسائط مساحتها 2376 م².
- روضة أطفال.
- فضاء مركزي في شكل أتريوم ذو سقف مفتوح.

توجد أيضا فضاءات ثانوية للتمارين وهي 2 للرقص و2 للمسرح و2 للموسيقى واستوديو خاص بالجوانب اللوجستية، إلى جانب الإدارة العامة الممتدة على مساحة 2452 م².

## مقالات ذات صلة
- مشاريع كبرى في تونس